# ريو كوميونيتيز
ريو كوميونيتيز (نيومكسيكو) (بالإنجليزية: Rio Communities, New Mexico)‏ هي مدينة تقع في الولايات المتحدة في مقاطعة فالينسيا، نيومكسيكو.  يقدر عدد سكانها بـ 4,213 نسمة ومساحتها 15.9 كم2 .

## التركيبة السكانية
حدّد مكتب تعداد الولايات المتحدة بيانات التركيبة السكانية لريو كوميونيتيز في تعداد الولايات المتحدة. في ما يلي، التركيبة السكانية حسب تعدادي 2000 و2010.

### تعداد عام 2000
بلغ عدد سكان ريو كوميونيتيز 4,213 نسمة بحسب تعداد عام 2000، وبلغ عدد الأسر 1,762 أسرة وعدد العائلات 1,235 عائلة مقيمة في المنطقة السكنية. في حين سجلت الكثافة السكانية 211.2 نسمة لكل كيلومتر مربع (547.0/ميل2). وبلغ عدد الوحدات السكنية 1,910 وحدة بمتوسط كثافة قدره 95.7 لكل كيلومتر مربع (247.9/ميل2).
وتوزع التركيب العرقي للمنطقة السكنية بنسبة 79.87% من البيض و3.13% من الأمريكيين الأفارقة و1.28% من الأمريكيين الأصليين و0.47% من الأمريكيين ذوي الأصول الآسيوية و0.17% من سكان جزر المحيط الهادئ و11.30% من الأعراق الأخرى و3.77% من عرقين مختلطين أو أكثر و37.05% من الهسبانيون أو اللاتينيون من أي عرق.
بلغ عدد الأسر 1,762 أسرة كانت نسبة 28.4% منها لديها أطفال تحت سن الثامنة عشر تعيش معهم، وبلغت نسبة الأزواج القاطنين مع بعضهم البعض 56.2% من أصل المجموع الكلي للأسر، ونسبة 10.1% من الأسر كان لديها معيلات من الإناث دون وجود شريك،  بينما كانت نسبة 3.7% من الأسر لديها معيلون من الذكور دون وجود شريكة وكانت نسبة 29.9% من غير العائلات. تألفت نسبة 26.1% من أصل جميع الأسر من عدة أفراد يعيشون في نفس المنزل ونسبة 15.1% كانت تتألف من شخص يعيش بمفرده يبلغ من العمر 65 عاماً أو أكثر. وبلغ متوسط حجم الأسرة المعيشية 2.39، أما متوسط حجم العائلات فبلغ 2.86.
بلغ العمر الوسطي للسكان 44.5 عاماً. وكانت نسبة 23% من القاطنين تحت سن الثامنة عشر، وكانت نسبة 5.6% بين الثامنة عشر والرابعة والعشرين عاماً، ونسبة 21.8% كانت واقعةً في الفئة العمرية ما بين الخامسة والعشرين والرابعة والأربعين عاماً، ونسبة 23.7% كانت ما بين الخامسة والأربعين والرابعة والستين، ونسبة 25.6% كانت ضمن فئة الخامسة والستين عاماً فما فوق. يوجد لكل 100 أنثى 88.1 ذكر، ويوجد لكل 100 أنثى في الثامنة عشر من عمرها فما فوق 83.4 ذكر.
بلغ متوسط دخل الأسرة في المنطقة السكنية 33,125 دولارًا، أما متوسط دخل العائلة فبلغ 39,205 دولارًا. وكان متوسط دخل الذكور 29,755 دولارًا مقابل 26,985 دولارًا للإناث. وسجل دخل الفرد الخاص بالمنطقة السكنية 18,260 دولارًا. وكانت نسبة 5.3% من العائلات ونسبة 7.4% من السكان تحت خط الفقر، وكان من هؤلاء نسبة 8.1% تحت سن الثامنة عشر ونسبة 5.8% في الخامسة والستين من العمر وما فوق.

### تعداد عام 2010
بلغ عدد سكان ريو كوميونيتيز 4,723 نسمة بحسب تعداد عام 2010، وبلغ عدد الأسر 1,996 أسرة وعدد العائلات 1,318 عائلة مقيمة في المنطقة السكنية. في حين سجلت الكثافة السكانية 236.7 نسمة لكل كيلومتر مربع (613.1/ميل2). وبلغ عدد الوحدات السكنية 2,140 وحدة بمتوسط كثافة قدره 107.3 لكل كيلومتر مربع (277.9/ميل2).
وتوزع التركيب العرقي للمنطقة السكنية بنسبة 83.38% من البيض و2.33% من الأمريكيين الأفارقة و1.67% من الأمريكيين الأصليين و0.51% من الأمريكيين ذوي الأصول الآسيوية و0.02% من سكان جزر المحيط الهادئ و9.08% من الأعراق الأخرى و3.01% من عرقين مختلطين أو أكثر و46.22% من الهسبانيون أو اللاتينيون من أي عرق.
بلغ عدد الأسر 1,996 أسرة كانت نسبة 28% منها لديها أطفال تحت سن الثامنة عشر تعيش معهم، وبلغت نسبة الأزواج القاطنين مع بعضهم البعض 49.3% من أصل المجموع الكلي للأسر، ونسبة 11.8% من الأسر كان لديها معيلات من الإناث دون وجود شريك،  بينما كانت نسبة 4.9% من الأسر لديها معيلون من الذكور دون وجود شريكة وكانت نسبة 34% من غير العائلات. تألفت نسبة 29.4% من أصل جميع الأسر من عدة أفراد يعيشون في نفس المنزل ونسبة 15.4% كانت تتألف من شخص يعيش بمفرده يبلغ من العمر 65 عاماً أو أكثر. وبلغ متوسط حجم الأسرة المعيشية 2.37، أما متوسط حجم العائلات فبلغ 2.90.
بلغ العمر الوسطي للسكان 46.2 عاماً. وكانت نسبة 23% من القاطنين تحت سن الثامنة عشر، وكانت نسبة 6.9% بين الثامنة عشر والرابعة والعشرين عاماً، ونسبة 18.4% كانت واقعةً في الفئة العمرية ما بين الخامسة والعشرين والرابعة والأربعين عاماً، ونسبة 28.2% كانت ما بين الخامسة والأربعين والرابعة والستين، ونسبة 23.5% كانت ضمن فئة الخامسة والستين عاماً فما فوق. وتوزع التركيب الجنسي للسكان بنسبة 47.3% ذكور و52.7% إناث.